# Henry Chee Dodge
Henry Chee Dodge, Adiitsa'ii (Fort Defiance, Arizona, 1857 – 1947) fou un polític indi nord-americà.
Fill d'un blanc i d'una navaho-jemez, es quedà orfe el 1864 i fou adoptat per una família navaho, però després fou criat per un Agent Indi. El 1884 viatjà a Washington amb una delegació de bruixots navajo i el 1885 fou nomenat cap de la policia navajo, substituint Manuelito, per haver fet de mitjancer en els conflictes entre navajos i blancs pels límits de la reserva. Des d'aleshores va promocionar l'artesania tradicional navajo i la ramaderia. Per això el 1923 fou escollit cap del primer Consell Navajo, càrrec que va ocupar fins al 1928, com a cap dels tradicionalistes, en contra dels assimilacionistes de Jacob C. Morgan. Del 1942 al 1946 fou novament cap del Consell Navajo.